# Населення Південного Судану
Населення Південного Судану. Чисельність населення країни 2015 року становила 12,042 млн осіб (75-те місце у світі). Чисельність південних суданців стабільно збільшується, народжуваність 2015 року становила 36,91 ‰ (15-те місце у світі), смертність — 8,18 ‰ (91-ше місце у світі), природний приріст — 4,02 % (1-ше місце у світі) . 

## Природний рух

### Відтворення
Народжуваність у Південному Судані, станом на 2015 рік, дорівнює 36,91 ‰ (15-те місце у світі). Коефіцієнт потенційної народжуваності 2015 року становив 5,31 дитини на одну жінку (11-те місце у світі). Рівень застосування контрацепції 4 % (станом на 2010 рік).
Смертність у Південному Судані 2015 року становила 8,18 ‰ (91-ше місце у світі).
Природний приріст населення в країні 2015 року становив 4,02 % (1-ше місце у світі). 

### Вікова структура

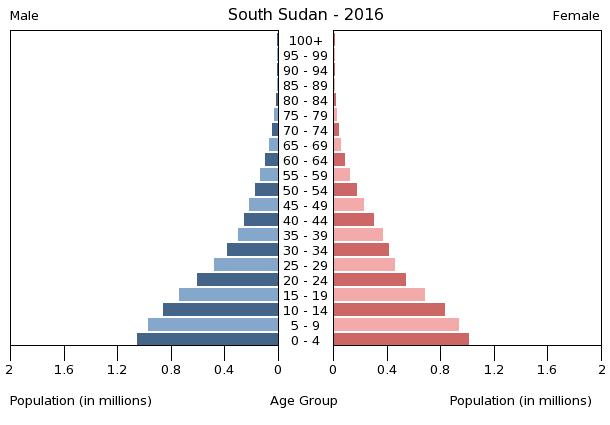
Віково-статева піраміда населення Південного Судану, 2016 рік

Середній вік населення Південного Судану становить 17,1 року (222-ге місце у світі): для чоловіків — 17, для жінок — 17,3 року.
Вікова структура населення Південного Судану, станом на 2015 рік, мала такий вигляд:
- діти віком до 14 років — 45,34 % (2 783 904 чоловіки, 2 676 370 жінок);
- молодь віком 15—24 роки — 20,08 % (1 274 328 чоловіків, 1 144 181 жінка);
- дорослі віком 25—54 роки — 29,25 % (1 701 044 чоловіки, 1 821 277 жінок);
- особи передпохилого віку (55—64 роки) — 3,23 % (210 231 чоловік, 179 076 жінок);
- особи похилого віку (65 років і старіші) — 2,1 % (140 993 чоловіки, 111 506 жінок)[1].

## Розселення
Густота населення країни 2015 року становила 20,2 особи/км² (200-те місце у світі).

### Урбанізація
Південний Судан низькоурбанізована країна. Рівень урбанізованості становить 18,8 % населення країни (станом на 2015 рік), темпи зростання частки міського населення — 5,05 % (оцінка тренду за 2010—2015 роки).
Головні міста держави: Джуба (столиця) — 321,0 тис. осіб (дані за 2015 рік).

### Міграції
Річний рівень імміграції 2015 року становив 11,47 ‰ (9-те місце у світі). Цей показник не враховує різниці між законними і незаконними мігрантами, між біженцями, трудовими мігрантами та іншими.

#### Біженці й вимушені переселенці
Станом на 2016 рік, у країні постійно перебуває 240 тис. біженців з Судану, 14,76 тис. з Демократичної Республіки Конго. У той самий час у країні, станом на 2015 рік, налічується 1,79 млн  внутрішньо переміщених осіб через міжетнічні конфлікти, спробу державного перевороту в грудні 2013 року.
Південний Судан є членом Міжнародної організації з міграції (IOM).

## Расово-етнічний склад

Етнічна мапа Південного Судану

| Етнічний склад (2015 рік) | Етнічний склад (2015 рік) | Етнічний склад (2015 рік) | Етнічний склад (2015 рік) | Етнічний склад (2015 рік) |
| ------------------------- | ------------------------- | ------------------------- | ------------------------- | ------------------------- |
| Етнос:                    |                           |                           | Відсоток:                 |                           |
| дінка                     | дінка                     |                           | 35.8%                     | 35.8%                     |
| нуери                     | нуери                     |                           | 15.6%                     | 15.6%                     |
| азанде                    | азанде                    |                           | 6.7%                      | 6.7%                      |
| барі                      | барі                      |                           | 4.5%                      | 4.5%                      |
| шиллук                    | шиллук                    |                           | 3.5%                      | 3.5%                      |
| топоса                    | топоса                    |                           | 1.5%                      | 1.5%                      |
| лотуко                    | лотуко                    |                           | 1.5%                      | 1.5%                      |
| інші                      | інші                      |                           | 30.9%                     | 30.9%                     |

 Південний Судан
Головні етноси країни: дінка — 35,8 %, нуери — 15,6 %, шиллук, азанде, барі, каква, куку, мурле, мандарі, дідінга, ндого, бірі, лінді, ануак, бонго, ланго, донготона, ачолі (оціночні дані за 2011 рік).
- Етнічна мапа Південного Судану (серб.)

## Мови
| Мови Південного Судану (2015 рік) | Мови Південного Судану (2015 рік) | Мови Південного Судану (2015 рік) | Мови Південного Судану (2015 рік) | Мови Південного Судану (2015 рік) |
| --------------------------------- | --------------------------------- | --------------------------------- | --------------------------------- | --------------------------------- |
| Мова:                             |                                   |                                   | Відсоток:                         |                                   |
| англійська                        | англійська                        |                                   | %                                 | %                                 |
| арабська                          | арабська                          |                                   | %                                 | %                                 |
| дінка                             | дінка                             |                                   | %                                 | %                                 |
| нуер                              | нуер                              |                                   | %                                 | %                                 |
| барі                              | барі                              |                                   | %                                 | %                                 |
| занде                             | занде                             |                                   | %                                 | %                                 |
| шиллук                            | шиллук                            |                                   | %                                 | %                                 |

 Південний Судан
Офіційні мови: англійська, арабська (включно з суданським і джубським діалектами). Інші регіонально поширені мови: дінка, нуер, барі, занде, шиллук.

Лінгвістична мапа Південного Судану (серб.)

## Релігії
| Релігії в Південному Судані (2009 рік) | Релігії в Південному Судані (2009 рік) | Релігії в Південному Судані (2009 рік) | Релігії в Південному Судані (2009 рік) | Релігії в Південному Судані (2009 рік) |
| -------------------------------------- | -------------------------------------- | -------------------------------------- | -------------------------------------- | -------------------------------------- |
| Віросповідання:                        |                                        |                                        | Відсоток:                              |                                        |
| християни                              | християни                              |                                        | 85%                                    | 85%                                    |
| анімісти                               | анімісти                               |                                        | 45%                                    | 45%                                    |

Головні релігії й вірування, які сповідує, і конфесії та церковні організації, до яких відносить себе населення країни: анімізм, християнство.

Карта поширення релігій у Південному Судані (серб.)

## Освіта
Рівень письменності 2009 року становив 27 % дорослого населення (віком від 15 років): 40 % — серед чоловіків, 16 % — серед жінок.
Державні витрати на освіту становлять 0,8 % ВВП країни, станом на 2011 рік. 

## Охорона здоров'я
Загальні витрати на охорону здоров'я 2014 року становили 2,7 % ВВП країни (186-те місце у світі).
Смертність немовлят до 1 року, станом на 2015 рік, становила 66,39 ‰ (16-те місце у світі); хлопчиків — 71,05 ‰, дівчаток — 61,49 ‰. Південний Судан Рівень материнської смертності 2015 року становив 789 випадків на 100 тис. народжень (1-ше місце у світі).
Південний Судан входить до складу ряду міжнародних організацій: Міжнародного руху (ICRM) і Міжнародної федерації товариств Червоного Хреста і Червоного Півмісяця (IFRCS), Дитячого фонду ООН (UNISEF), Всесвітньої організації охорони здоров'я (WHO).

### Захворювання
Потенційний рівень зараження інфекційними хворобами в країні дуже високий. Найпоширеніші інфекційні захворювання: діарея, гепатит А і Е, черевний тиф, малярія, гарячка денге, трипаносомоз (сонна хвороба), шистосомози, менінгококовий менінгіт, сказ (станом на 2016 рік).
2014 року було зареєстровано 193,4 тис. хворих на СНІД (31-ше місце у світі), це 2,71 % населення в репродуктивному віці 15—49 років (23-тє місце у світі). Смертність 2014 року від цієї хвороби становила 12,7 тис. осіб (19-те місце у світі).
Частка дорослого населення з високим індексом маси тіла 2014 року становила 6,6 % частка дітей віком до 5 років зі зниженою масою тіла становила 27,6 % (оцінка на 2010 рік). Ця статистика показує як власне стан харчування, так і наявну/гіпотетичну поширеність різних захворювань. 

### Санітарія
Доступ до облаштованих джерел питної води 2015 року мало 66,7 % населення в містах і 56,9 % в сільській місцевості; загалом 58,7 % населення країни. Відсоток забезпеченості населення доступом до облаштованого водовідведення (каналізація, септик): в містах — 16,4 %, в сільській місцевості — 4,5 %, загалом по країні — 6,7 % (станом на 2015 рік).

## Соціально-економічне становище
Співвідношення осіб, що в економічному плані залежать від інших, до осіб працездатного віку (15—64 роки) загалом становить 83,7 % (станом на 2015 рік): частка дітей — 77,3 %; частка осіб похилого віку — 6,4 %, або 15,7 потенційно працездатного на 1 пенсіонера. Загалом ці показники характеризують рівень потреби державної допомоги в секторах освіти, охорони здоров'я та пенсійного забезпечення, відповідно. За межею бідності 2009 року перебувало 50,6 % населення країни. 

### Трудові ресурси
Безробіття 2015 року дорівнювало % працездатного населення, серед молоді у віці 15—24 років ця частка становила 18,5 %, серед юнаків — 20 %, серед дівчат — 17 %.

## Кримінал

### Торгівля людьми
Згідно зі щорічною доповіддю про торгівлю людьми (англ. Trafficking in Persons Report) Управління з моніторингу та боротьби з торгівлею людьми Державного департаменту США, уряд Південного Судану докладає значних зусиль у боротьбі з явищем примусової праці, сексуальної експлуатації, незаконною торгівлею внутрішніми органами, але не повною мірою, країна перебуває у списку спостереження другого рівня.

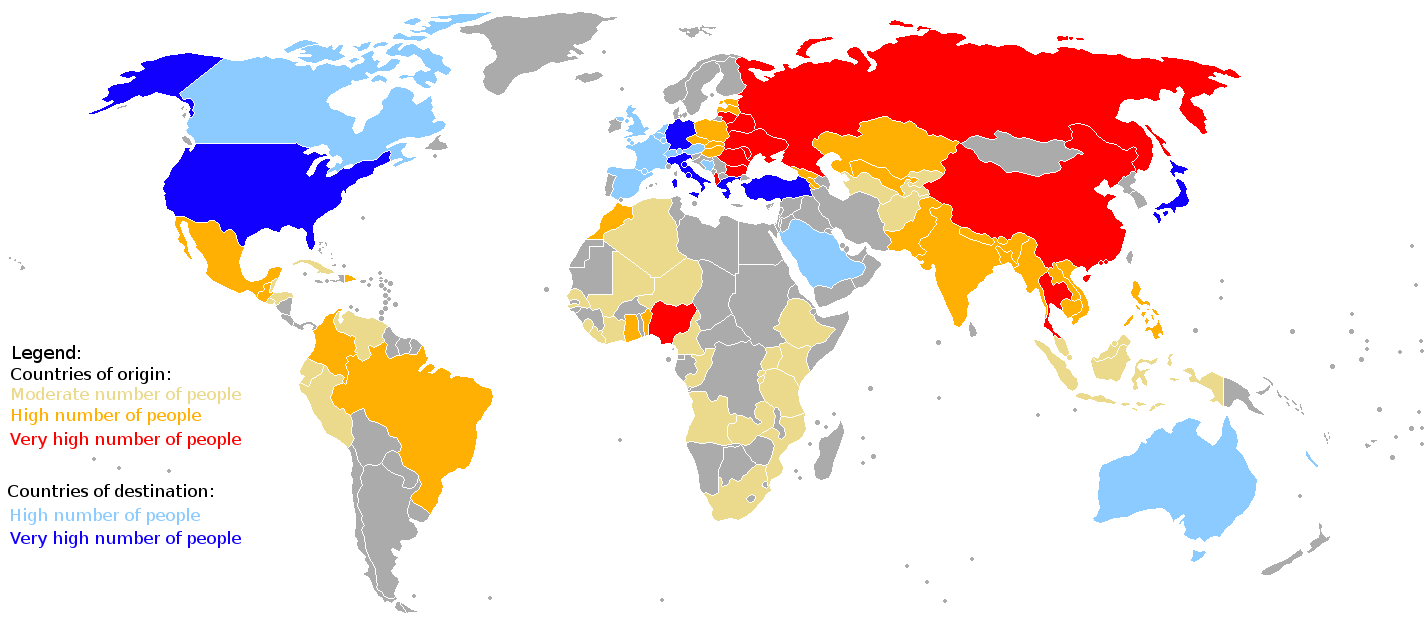
Країни-донори (червоний) і країни-реципієнти кримінальних потоків  (англ.)
Глобальна боротьба з торгівлею людьми (англ.)

## Гендерний стан
Статеве співвідношення (оцінка 2015 року):
- при народженні — дані відсутні;
- у віці до 14 років — 1,04 особи чоловічої статі на 1 особу жіночої;
- у віці 15—24 років — 1,1 особи чоловічої статі на 1 особу жіночої;
- у віці 25—54 років — 0,94 особи чоловічої статі на 1 особу жіночої;
- у віці 55—64 років — 1,16 особи чоловічої статі на 1 особу жіночої;
- у віці за 64 роки — 1,25 особи чоловічої статі на 1 особу жіночої;
- загалом — дані відсутні[1].

## Демографічні дослідження
Демографічні дослідження у країні ведуться рядом міжурядових організацій, відділами ООН та іноземними науковими установами.

### Українською
- Атлас. 10—11 клас. Економічна і соціальна географія світу / упорядники :  О. Я. Скуратович, Н. І. Чанцева. — К. : ДНВП «Картографія», 2010. — ISBN 978-966-475-639-3.
- Атлас світу / голов. ред. І. С. Руденко ; зав. ред. В. В. Радченко ; відп. ред. О. В. Вакуленко. — К. : ДНВП «Картографія», 2005. — 336 с. — ISBN 9666315467.
- Безуглий В. В. Економічна і соціальна географія зарубіжних країн : Навчальний посібник. — К. : ВЦ «Академія», 2007. — 704 с. — ISBN 978-966-580-239-6.
- Безуглий В. В., Козинець С. В. Регіональна економічна і соціальна географія світу : Навчальний посібник. — видання 2-ге, доп., перероб. — К. : ВЦ «Академія», 2007. — 688 с. — ISBN 966-580-144-9.
- Головченко В. І., Кравчук О. Країнознавство: Азія, Африка, Латинська Америка, Австралія і Океанія. — К., 2006. — 335 с. — ISBN 966-8939-04-2.
- Гудзеляк І. І. Географія населення: Навчальний посібник / І. Гудзеляк. — Л. : Видавничий центр ЛНУ імені Івана Франка, 2008. — 232 с. — ISBN 978-966-613-599-8.
- Дахно І. І. Країни світу: Енциклопедичний довідник / І. І. Дахно, С. М. Тимофієв. — К. : Мапа, 2011. — 606 с. — (Бібліотека нового українця) — ISBN 978-966-8804-23-6.
- Дахно І. І. Економічна географія зарубіжних країн : навчальний посібник. — К. : Центр учбової літератури, 2014. — 319 с. — ISBN 978-611-01-0682-5.
- Джаман В. О. Регіональні системи розселення: демографічні аспекти. — Чернівці : Рута, 2003. — 392 с. — ISBN 9665685988.
- Дорошенко Л. С. Демографія: Навчальний посібник. — К. : МАУП, 2005. — 112 с. — ISBN 966-608-442-2.
- Дубович І. А. Країнознавчий словник-довідник. — 5-те вид., перероб. і доп. — К. : Знання, 2008. — 839 с. — ISBN 978-966-346-330-8.
- Економічна і соціальна географія країн світу. Навчальний посібник / За ред. Кузика С. П. — Л. : Світ, 2002. — 672 с. — ISBN 966-603-178-7.
- Загальна медична географія світу / В. О. Шевченко [та ін.] — К. : [б.в.], 1998. — 178 с.
- Книш М. М., Мамчур О. І. Регіональна економічна і соціальна географія світу (Латинська Америка та Карибські країни, Африка, Азія, Океанія) : навч. посіб. — Л. : ЛНУ ім. Івана Франка, 2013. — 368 с. — ISBN 978-617-10-0007-0.
- Крисаченко В. С. Динаміка населення: Популяційні, етнічні та глобальні виміри. — К. : Видавництво Національного інституту стратегічних досліджень, 2005. — 368 с. — ISBN 966-554-083-1.
- Любіцева О. О., Мезенцев К. В., Павлов С. В. Географія релігій. — К. : АртЕК, 1999. — 504 с. — ISBN 966-505-006-0.
- Масляк П. О. Країнознавство. — К. : Знання, 2007. — 292 с. — (Вища освіта XXI століття)
- Масляк П. О., Дахно І. І. Економічна і соціальна географія світу / П. О. Масляк, І. І. Дахно ; за ред. П. О. Масляка. — К. : Вежа, 2003. — 280 с. — ISBN 966-7091-53-8.

### Російською
- (рос.) Судан // Демографический энциклопедический словарь / главн. ред. Валентей Д. И. — М. : Советская энциклопедия, 1985. — 608 с.
- (рос.) Судан // Африка: энциклопедический справочник [в 2-х тт.] / гл. ред. А. Громыко. — М. : Советская энциклопедия, 1987. — Т. 2. — 671 с.
- (рос.) Судан // Страны и народы. Африка. Общий обзор. Северная Африка / Редкол. : А. А. Громыко и др. — М. : «Мысль», 1982. — 349 с. — (Страны и народы) — 180 тис. прим.
- (рос.) Атлас народов мира / Отв. ред. С. И. Брук и В. С. Апенченко. — М. : ГУГК ГГК СССР и Институт этнографии им. Н. Н. Миклухо-Маклая АН СССР, 1964. — 185 с. — 20 тис. прим.
- (рос.) Численность и расселение народов мира. Этнографические очерки / под ред. С. И. Брука. — М. : Издательство АН СССР, 1962. — 487 с.
- (рос.) Лаппо Г. М. География городов: Учебное пособие для географических факультетов вузов. — М. : Туманит, изд. центр ВЛАДОС, 1997. — 476 с. — ISBN 5-691-00047-0.
- (рос.) Ягельский А. География населения. — М. : Прогресс, 1980. — 383 с.